# 阿克拉
阿克拉（英語： /əˈkrɑː/）是加纳首都，也是该国最大的城市和行政、经济、通讯中心。其主要工业包括食品加工、伐木与合板、纺织、服装和化工等。加纳70％的工业都集中在阿克拉市周围。另外，因作为倾倒电子垃圾的目标地区而出名的阿博布罗西亦在此市的管辖范围内。

## 历史
阿克拉在原住民语裡是蚂蚁的意思。在17世纪阿克拉已经成为葡萄牙人在西非的一个重要的贸易港口。17世纪末时，葡萄牙、瑞典、英国、法国、荷兰、丹麦等国已在阿克拉修建要塞。现代的阿克拉市就是在英国、荷兰、丹麦等国的要塞的基础上建成的。
1877年，英国将黄金海岸的首都从海岸角移到阿克拉。自从英国将一条通向内地矿业和农业中心的铁路修通后，阿克拉就成为了黄金海岸的经济中心。
1862年和1939年裡，阿克拉曾两次被地震摧毁，后来围绕着当地的海港（现已移到附近的特马市）又重新发展起来。
1948年，阿克拉骚乱开始了长达10年的阿克拉独立战争；1957年加纳从英国赢得独立。阿克拉是非洲最现代化及最富庶的城市之一。

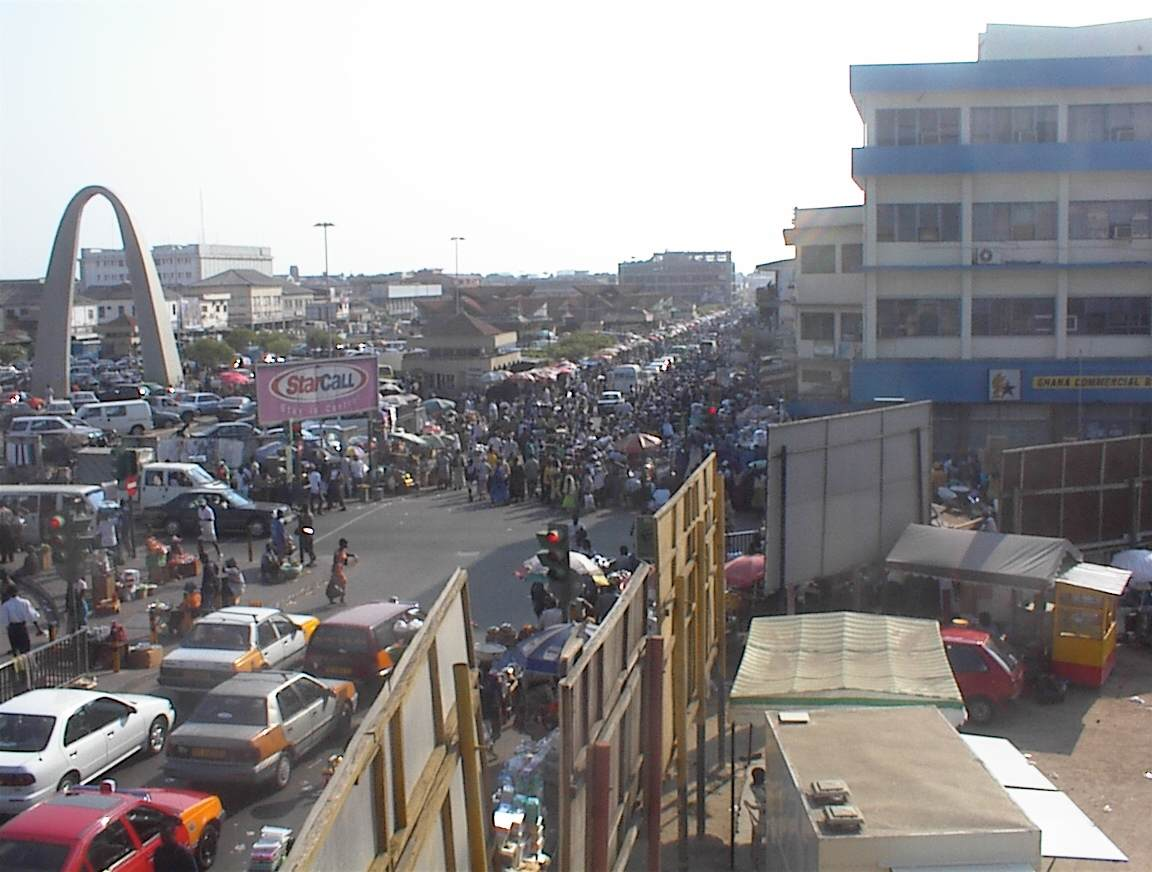
阿克拉市区

## 交通
- 科托卡國際機場

## 教育
- 迦納大學

## 姊妹城市、友好城市
- 美国芝加哥[6]
- 美国華盛頓特區[7]
- 南非約翰內斯堡[8]